# Агепста
Аге́пста (груз. აგეფსთა; абх. Аҕьаҧсҭа; англ. Mount Agepsta) — гірська вершина в системі гірського Кавказу (Великий Кавказ) на кордоні Абхазії (Грузія) та Карачаєво-Черкесії (Росія). Розташована на відгалужені Головного Кавказького хребта Гагринському хребті.
Гора складена вапняком. Схили вкриті лісом, вершина скеляста. На північних схилах є декілька льодовиків, що живлять річку Тиху, ліва притока Мзимти.
Згідно з абхазькою легендою, Агепста — старший з трьох братів пастушки Ріци, які скам'яніли від горя після того, як їхня сестра обрала смерть в озері, аніж безчестя.